# Matthias Steiner
Matthias Steiner (Viena, Austria, 25 de agosto de 1982) es un deportista austríaco, nacionalizado alemán, que compitió en halterofilia.
Participó en tres Juegos Olímpicos de Verano, entre los años 2004 y 2012, obteniendo una medalla de oro en Pekín 2008, en la categoría de +105 kg. Ganó una medalla de plata en el Campeonato Mundial de Halterofilia de 2010 y tres medallas en el Campeonato Europeo de Halterofilia entre los años 2008 y 2012.

## Trayectoria
Representando a su país natal, Austria, participó en los Juegos Olímpicos de Atenas 2004, quedando séptimo en la categoría de −105 kg. Por problemas con la federación de su país, en 2005 decidió mudarse a Chemnitz (Alemania), ciudad donde residía su mujer. A principios de 2008 adquirió la nacionalidad alemana, y obtuvo la medalla de plata en el Campeonato Europeo.
El los Juegos de Pekín 2008 ganó la medalla de oro en la categoría de superpesado, con un registro de 203 kg en arrancada, 258 kg en dos tiempos y un total de 461 kg, superando los 460 kg del ruso Yevgueni Chiguishev y los 448 kg del letón Viktors Ščerbatihs. Este éxito lo consiguió a pesar de la depresión en la que se vio sumido después de la muerte de su mujer en julio de 2007.
En 2010 consiguió la medalla de bronce en el Campeonato Europeo (con un total de 426 kg) y la de plata en el Campeonato Mundial (con un total de 444 kg). Su última medalla la ganó en el Europeo de 2012 (plata, con un total de 424 kg), ya que en los Juegos de Londres 2012 no pudo revalidar el título porque se lesionó durante su segundo levantamiento y tuvo que abandonar la prueba.
En 2013 se retiró de la competición, a los 30 años. Debido a su éxito olímpico y a su historia, se convirtió en personalidad mediática, participando en varios programas de televisión. Además ha escrito libros para jóvenes e imparte seminarios sobre su experiencia de superación.
Por su trayectoria fue condecorado en 2008 con la Silbernes Lorbeerblatt y el Premio Bambi en deporte, y nombrado «Mejor deportista alemán de 2008», «Halterófilo del año 2008» por la IWF y «Halterófilo alemán del año 2008». Además, en 2022 fue incluido en el Salón de la Fama del Deporte Alemán.

## Palmarés internacional
| Representando a Alemania |                             |                   |           |
| Juegos Olímpicos         |                             |                   |           |
| Año                      | Lugar                       | Medalla           | Categoría |
| 2008                     | Pekín (China)               | Medalla de oro    | +105 kg   |
| Campeonato Mundial       |                             |                   |           |
| Año                      | Lugar                       | Medalla           | Categoría |
| 2010                     | Antalya (Turquía)           | Medalla de plata  | +105 kg   |
| Campeonato Europeo       |                             |                   |           |
| Año                      | Lugar                       | Medalla           | Categoría |
| 2008                     | Lignano Sabbiadoro (Italia) | Medalla de plata  | +105 kg   |
| 2010                     | Minsk (Bielorrusia)         | Medalla de bronce | +105 kg   |
| 2012                     | Antalya (Turquía)           | Medalla de plata  | +105 kg   |